# 가봉 전투
가봉 전투 또는 리브르빌 전투는 제2차 세계 대전 중 서아프리카에서 1940년 11월에 일어난 전투이다. 샤를 드 골 아래의 자유 프랑스군은, 가봉의 리브르빌에서 프랑스령 적도아프리카의 비시 프랑스군을 물리쳤다.

## 배경
1940년 10월 8일, 드 골 장군은 두알라에 도착했다. 10월 12일에, 그는 프랑스령 적도아프리카 공격을 승인했다. 드 골은 또한 추축국의 식민지인 리비아의 공격 거점으로 프랑스령 적도아프리카를 사용하고 싶었다. 이러한 이유로, 그는 개인적으로 리비아의 남쪽 국경인 차드의 상황을 알기 위해 북쪽으로 갔다.
10월 27일, 자유 프랑스군은 프랑스령 적도아프리카의 미찍 마을을 점령했다. 11월 5일, 랑바레네의 비시 프랑스 수비군이 항복했다. 한편, 필리프 르클레르 드 오트클로크 장군과 대장 마리 피에르 쾨니히 아래의 자유 프랑스군은 프랑스령 카메룬의 두알라에서 출발하기 시작했다. 그들의 목표는 프랑스령 적도아프리카의 리브르빌을 점령하는 것이었다.

## 전투의 과정
1940년 11월 8일, 쇼어햄급 슬루프 HMS 밀퍼드 (L51)가 비시 프랑스군의 잠수함 퐁슐레를 침몰시켰다. 쾨니히의 군대는 포르장티에 도착했다. 그의 군대는 재향군(세네갈, 카메륜의 제13 외인 부대 여단)이 포함되어 있었다.
11월 9일, 웨스트랜드 라이산더가 두알라에서 리브르빌의 비행장을 폭격했다. 결국 비행선은 쾨니히의 치열한 저항에도 불구하고 사로잡혔다. 자유 프랑스 해군의 식민지 슬루프인 사보르냥 드 브라자는 비시 프랑스군을 공격하여 식민지 슬루프 부건빌을 침몰시켰다. 부건빌은 사보르냥 드 바라자의 자매함이었다.
11월 12일, 마지막 비시 프랑스군이 포르장티에서 항복했다. 총독 마송은 절망하며 자살했다.

## 해군의 세력

### 자유 프랑스
- 퀘속 전투함 사보르냥 드 브라자
- 퀘속 전투함 컴뱃트 동마인

### 비시 프랑스
- 퀘속 전투함 부건빌
- 잠수함 퐁슐레

## 여파
11월 15일, 드 골은 마첼 테투와 자유 프랑스군이 점령한 비시 프랑스군을 회유하는 데 실패했다. 그 결과, 프랑스령 콩고의 브라자빌에서 포로가 되었다.

## 같이 보기
- 다카르 전투
- 마다가스카르 전투
- 라파엘 오나나, 카메루니안의 하사.